# نئوپتولموس ۲۲۶۰

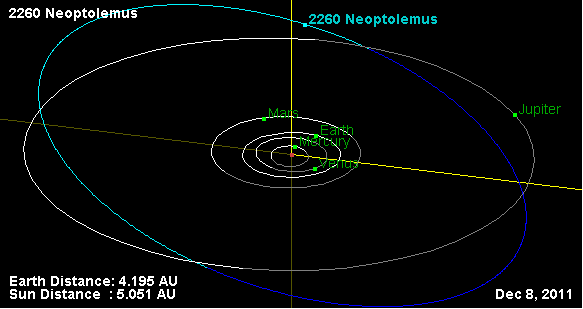
نمایی از محل قرارگیری سیارک نئوپتولموس ۲۲۶۰ در مدار – ۲۰۱۱

سیارک نئوپتولموس ۲۲۶۰ (به انگلیسی: 2260 Neoptolemus، نامگذاری:1975WM1) دو هزار و دویست و شصتمین سیارک کشف شده‌است که در ۲۶ نوامبر ۱۹۷۵ کشف شد.
قدر مطلق سیارک برابر ۹٫۳۱ است.